# خورخي دومينغيز
خورخي دومينغيز (بالإنجليزية: Jorge Domínguez)‏ (و. 1959  م) هو لاعب كرة قدم، من الأرجنتين، ولد في بوينس آيرس، يلعب كمهاجم.

## روابط خارجية
- خورخي دومينغيز على موقع قاعدة بيانات كرة القدم.إي يو (الإنجليزية)
- خورخي دومينغيز على موقع ناشيونال فوتبول تيمز (الإنجليزية)
- خورخي دومينغيز على موقع عالم كرة القدم.نت (الإنجليزية)